# Cung Túc Hoàng quý phi
Cung Túc Hoàng quý phi (chữ Hán: 恭肅皇貴妃; 20 tháng 9, năm 1857 - 14 tháng 4, năm 1921), A Lỗ Đặc thị (阿魯特氏), cũng gọi là Trang Hòa Thái phi (莊和太妃), là một phi tần của Thanh Mục Tông Đồng Trị Hoàng đế. Bà đồng thời còn là cô ruột của Hiếu Triết Nghị Hoàng hậu - Hoàng hậu duy nhất của Đồng Trị Đế.

## Tiểu sử
Cung Túc Hoàng quý phi sinh giờ Mùi, ngày 3 tháng 8 (âm lịch) năm Hàm Phong thứ 7 (1857), xuất thân từ Mông Cổ Chính Lam kỳ A Lỗ Đặc thị, là con gái của Thượng thư Bộ công Tái Thượng A (賽尚阿), ông nội của Hiếu Triết Nghị Hoàng hậu.
Thượng thư Tái Thượng A sinh vào năm Càn Long thứ 59 (1794), trải đến triều Hàm Phong thì mới sinh ra Cung Túc Hoàng quý phi, đã hơn 60 tuổi, do đó chỉ có thể là mẹ đẻ của bà vốn là thiếp vào những năm cuối đời của ông. Theo hồ sơ ghi lại, Tái Thượng A có ít nhất sáu con gái, Cung Túc Hoàng quý phi rất có thể đã là người nhỏ nhất. Do tính chất này, Cung Túc Hoàng quý phi tuy là cô ruột của Hiếu Triết Nghị hoàng hậu nhưng lại nhỏ hơn Hoàng hậu tới 3 tuổi.
Năm Đồng Trị thứ 11 (1872), ngày 3 tháng 2 (âm lịch), bà và cháu gái của mình lọt vào danh sách tuyển tú của Đồng Trị Đế. Cháu gái của bà được sách lập làm Hoàng hậu, còn bà thì được sắc phong làm Tuần tần (珣嬪). Ngày 28 tháng 10 (âm lịch) cùng năm, lấy Đại học sĩ Đan Mậu Kiêm (單茂謙) làm Chính sứ, Hiệp bạn Đại học sĩ Hình bộ Thượng thư Toàn Khánh (全慶) làm Phó sứ, hành Tần vị sắc phong lễ. Phong hiệu "Tuần", có Mãn văn là 「Nemeyengge」, ý là “Ôn nhu”, “Dịu dàng”.
Sách văn viết:
| “                                | 朕惟赞坤元而翊化。职备宫闱。颁巽命以锡荣。恩承纶綍。式稽彝典。用贲龙章。咨尔阿鲁特氏。秉质柔嘉。宅心端谨。协珩璜之雅度。无愧女箴。著圭璧之芳仪。恪遵内则。兹仰承慈安端裕皇太后慈禧端佑皇太后懿旨。册封尔为珣嫔。尔其祗膺宠命。列椒掖以襄勤。益懋徽音。启芝函而禔福。钦哉。 . Trẫm duy tán khôn nguyên nhi dực hóa. Chức bị cung vi. Ban tốn mệnh dĩ tích vinh. Ân thừa luân phất. Thức kê di điển. Dụng bí long chương. Tư nhĩ A Lỗ Đặc thị. Bỉnh chất nhu gia. Trạch tâm đoan cẩn. Hiệp hành hoàng chi nhã độ. Vô quý nữ châm. Trứ khuê bích chi phương nghi. Khác tuân nội tắc. Tư ngưỡng thừa Từ An Đoan Dụ Hoàng thái hậu, Từ Hi Đoan Hữu Hoàng thái hậu ý chỉ. Sách phong nhĩ vi Tuần tần. Nhĩ kỳ chi ưng sủng mệnh. Liệt tiêu dịch dĩ tương cần. Ích mậu huy âm. Khải chi hàm nhi đề phúc. Khâm tai. | ” |
| — Sách văn Tuần tần A Lỗ Đặc thị | |   |

## Góa phụ
Năm Đồng Trị thứ 13 (1874), ngày 15 tháng 11 (âm lịch), ý chỉ của Từ An Hoàng thái hậu và Từ Hi Hoàng thái hậu, Tuần tần A Lỗ Đặc thị được tấn phong lên làm Tuần phi (珣妃). Sang tháng 12 (âm lịch) năm ấy, Đồng Trị Đế băng hà.
Năm Quang Tự thứ 20 (1894), tháng giêng, lấy dịp Từ khánh 60 tuổi của Từ Hi Hoàng thái hậu, Quang Tự Đế tấn phong tiếp cho bà làm Tuần Quý phi (珣貴妃). Năm thứ 34 (1908), ngày 25 tháng 10 (âm lịch), bà được Tuyên Thống Đế Phổ Nghi tấn tôn làm Tuần Hoàng quý phi (珣皇貴妃). Bà được chuyển đến sống trong Trữ Tú cung, nơi mà cháu gái của bà sống trước đó.
Sau cái chết của Đồng Trị Đế, Hiếu Triết Nghị hoàng hậu rồi Thục Thận Hoàng quý phi, nhóm góa phụ của Đồng Trị Đế chỉ còn lại A Lỗ Đặc thị cùng Hiến Triết Hoàng quý phi Hách Xá Lý thị và Đôn Huệ Hoàng quý phi Tây Lâm Giác La thị, trong đó Hách Xá Lý thị có vị trí cao nhất, đứng đầu nhóm góa phụ của Đồng Trị Đế. Các bà đều trải qua hơn 30 năm an phận thời Quang Tự, đến khi Phổ Nghi lên ngôi thì chính thức xung đột với nhóm góa phụ của Quang Tự Đế, chính là Long Dụ Hoàng thái hậu và Cẩn phi. Bởi vì theo ý chỉ của Từ Hi Thái hoàng thái hậu, Phổ Nghi nhập cung chính là "Một đứa con thừa tự hai tông", hai tông đây chính là Mục Tông Đồng Trị và Đức Tông Quang Tự, vì lý do đó mà nhóm góa phụ của hai tông đều cố gắng tranh chấp tình cảm với Phổ Nghi, giành được cái gọi là "Mẫu quyền". Bởi vì có danh vị Tiền tiều Hoàng hậu, nên thực tế Long Dụ Thái hậu của phe Đức Tông thắng thế.
Đầu năm Dân Quốc (1912), triều đình nhà Thanh sụp đổ, Tuyên Thống Đế Phổ Nghi và cả hoàng thất vẫn được phép sống trong Tử Cấm Thành. Năm Dân Quốc thứ 2 (1913), ngày 5 tháng 2 (âm lịch), Phổ Nghi tôn bà danh hiệu mới là Trang Hòa Hoàng quý phi (莊和皇貴妃), cùng lúc có Đoan Khang Hoàng quý phi, Kính Ý Hoàng quý phi cùng Vinh Huệ Hoàng quý phi đều thụ phong danh vị Hoàng quý phi. Khi ấy, quy tắc cung đình không còn mấy quan trọng, cả bốn vị Hoàng quý phi đều được kính gọi [Thái phi], do đó Trang Hòa Hoàng quý phi được Phổ Nghi gọi là Trang Hòa Thái phi (莊和太妃).
Năm Dân Quốc thứ 10 (1921), ngày 7 tháng 3 (âm lịch), Hoàng quý phi bệnh nặng rồi qua đời tại Trữ Tú cung, thọ 65 tuổi. Bà được tôn thụy hiệu là Cung Túc Hoàng quý phi (恭肅皇貴妃). Ngày 11 tháng 4 (âm lịch) cùng năm, từ Từ Ninh cung, Kim quan của Hoàng quý phi phụng di đến Huệ lăng (惠陵), thuộc Thanh Đông lăng tạm an. Ngày 7 tháng 10 (âm lịch) cùng năm, Kim quan của bà chính thức được táng tại Phi viên tẩm địa cung cùng với các phi tần khác của Đồng Trị Đế.
Trong chư vị Thái phi thời Đồng Trị, bà là người duy nhất mất và hưởng lễ nghi trọn vẹn khi hoàng thất vẫn còn ở lại Tử Cấm Thành trước khi Phùng Ngọc Tường cưỡng chế trục xuất. Ngay cả Đoan Khang Hoàng quý phi cũng bị gián đoạn, do bà mất chỉ trước vài ngày của sự kiện Phùng Ngọc Tường.